# Провідник (вузол)

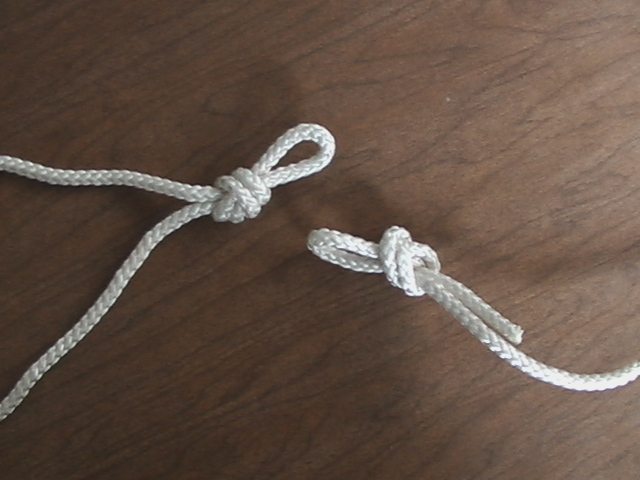

Провідник — альпіністський вузол, використовується для організації точок кріплення на базовій мотузці.

## Переваги
- Не проковзує і не затягується;
- Простий у зав'язуванні;

## Недоліки
- Погано працює на середині основної мотузки.